# Nomisia monardi
Nomisia monardi är en spindelart som beskrevs av Roger de Lessert 1933. Nomisia monardi ingår i släktet Nomisia och familjen plattbuksspindlar.
Artens utbredningsområde är Angola. Inga underarter finns listade i Catalogue of Life.